# Fritz Erler (Mediziner)
Fritz Erler (* 5. September 1899 in Freiberg; † 10. September 1992 in Nürnberg) war ein deutscher Mediziner.

## Leben und beruflicher Werdegang
Erler wurde im mittelsächsischen Freiberg geboren, verbrachte jedoch aufgrund der Herkunft seiner Mutter schon als Kind viel Zeit in deren Heimatstadt Nürnberg. Stationen seiner Schulzeit waren Freiberg, Dresden, Stettin und München. Gegen Ende des Ersten Weltkrieges diente er kurzzeitig als Flugmaat bei den Marinefliegerkräften in Kiel.
1920 nahm er ein Medizinstudium in München auf, welches er 1927 mit der Promotion beim Pathologen Max Borst abschloss. 1923 wurde er Mitglied der Studentenverbindung Corps Germania München, der er bis zu seinem Tode angehörte. Nach seinem Studium war er von 1929 bis 1932 als Assistenzarzt unter Fritz Lange an der Orthopädischen Universitätsklinik in München-Harlaching tätig. Nachdem sein Vater 1917 in Serbien gefallen war, sah sich Erler 1926 gezwungen, zur finanziellen Entlastung der Familie seiner Mutter eine hausärztliche Praxis in Eisendorf bei München zu gründen.
1932 wechselte er kurzzeitig an die Charité in Berlin, wo er unter Ferdinand Sauerbruch die Facharztanerkennung als Orthopäde und Chirurg erwarb. Nachdem er von 1933 bis 1935 in einer berufsgenossenschaftlichen Unfall-Station in München tätig gewesen war, ließ er sich 1935 als Orthopäde und Chirurg in Nürnberg nieder.

## Erler-Klinik Nürnberg
Auf Veranlassung der Berufsgenossenschaften gründete er zuerst eine klinische Unfallstation im Krankenhaus Martha-Maria und 1940 seine eigene Unfallklinik (36 Betten) in der Fürther Straße 6, zu welcher ab 1942 eine orthopädische Außenstation in Schwaig gehörte. Im Zweiten Weltkrieg diente er als Sanitätsoffizier im Luftschutzdienst. 1951 gründete er in Ellingen eine orthopädische Klinik, bevor 1965 der Neubau der noch heute bestehenden Unfallklinik (300 Betten) am Kontumazgarten begann, zu dessen Vorbereitung 1963 eine gemeinnützige GmbH gegründet worden war und welcher im Laufe der Jahre mehrfach modernisiert und erweitert wurde. 1987 kam es zur Errichtung der Dr. Fritz Erler Stiftung, welche sämtliche Anteile an der Kliniken Dr. Erler GmbH hält. 1990 bestimmte Erler die Friedrich-Alexander-Universität Erlangen-Nürnberg zu seinem alleinigen Erben. Fritz Erler leitete die Fachklinik für Chirurgie und Orthopädie bis wenige Jahre vor seinem Tod im Jahr 1992. Er liegt auf dem St.-Johannis-Friedhof begraben.

## Dr. Fritz Erler-Wissenschaftspreis
Aus dem sogenannten Dr. Fritz Erler-Fonds wird von der Universität Erlangen-Nürnberg in einem Turnus von mindestens drei Jahren in internationalen Fachzeitschriften auf dem Gebiet der Operativen Medizin der mit 25.000 EUR dotierte Dr. Fritz Erler-Wissenschaftspreis ausgeschrieben, seit 2005 auch ein mit 5.000 EUR dotierter Dr. Fritz Erler-Juniorpreis für Nachwuchswissenschaftler.
Bisherige Preisträger
- 1999:[6] Hiroshi Akiyama (Japan)
- 2002:[7] Peter Joseph Jannetta (USA)
- 2006:[8] Friedrich Paul Magerl (Österreich), Stephan Ensminger (Juniorpreis)
- 2009:[9] Henrik Kehlet (Dänemark), Ulrich Kneser (Juniorpreis)
- 2012:[10] Wolfgang Steiner, Kolja Gelse (Juniorpreis)

## Ehrungen
- Bürgermedaille der Stadt Nürnberg (1970)
- Bayerischer Verdienstorden (1976)